# Envato
Envato — австралийская интернет-компания, которая управляет 8-ю интернет-ресурсами, ориентированными на продажу контента в разных отраслях, например, шаблоны для веб-дизайна, графические элементы, видеофутажи, аудиоджинглы, 3D-модели и т. д. Компания была основана в 2006 году, её штаб-квартира находится в Мельбурне, Австралия.
Хотя компания не раскрывает публично данные об объёмах своей выручки, но тем не менее из рекламных пресс-релизов известно, что она выплатила более 250 миллионов долларов США своим авторам, включая площадки ThemeForest, GraphicRiver и AudioJungle.
Компания Envato имеет более 1,5 миллиона активных покупателей и продавцов. Площадка ThemeForest является одним из самых популярных по посещаемости сайтов в мире: в июне 2015 года сайт занимал 181 место в рейтинге Alexa.